# 强制隔离戒毒
强制隔离戒毒是2008年6月1日起施行的《中华人民共和国禁毒法》所规定的戒毒措施之一。强制隔离戒毒决定由公安机关下达，属行政强制措施。强制隔离戒毒的执行目前则分别由公安机关和司法行政机关负责。强制隔离戒毒制度统一并取代了此前由公安机关负责的强制戒毒和司法行政机关负责的劳动教养戒毒。它和自愿戒毒共同构成了现阶段中华人民共和国戒毒措施的基本体系。

## 强制隔离戒毒决定与自愿接受强制隔离戒毒
《中华人民共和国禁毒法》第三十八条规定了作出强制隔离戒毒决定的条件：
第三十八条 吸毒成瘾人员有下列情形之一的，由县级以上人民政府公安机关作出强制隔离戒毒的决定：

1. 拒绝接受社区戒毒的；

2. 在社区戒毒期间吸食、注射毒品的；

3. 严重违反社区戒毒协议的；

4. 经社区戒毒、强制隔离戒毒后再次吸食、注射毒品的。

对于吸毒成瘾严重，通过社区戒毒难以戒除毒瘾的人员，公安机关可以直接作出强制隔离戒毒的决定。

吸毒成瘾人员自愿接受强制隔离戒毒的，经公安机关同意，可以进入强制隔离戒毒场所戒毒。
该条表明，作出强制隔离戒毒决定的条件可分为两种：一种是在社区戒毒不成的基础上作出；另一种是针对吸毒成瘾严重人员，这种情况下不需要以社区戒毒未成功为前提。此外，还存在自愿接受强制隔离戒毒的情况，在这种情况下，不需要公安机关作出强制隔离戒毒决定，而只需经公安机关同意即可。
在此基础上，《中华人民共和国禁毒法》还规定了不适用强制隔离戒毒的情况。这主要适用于一部分妇女和未成年人。
第三十九条　怀孕或者正在哺乳自己不满一周岁婴儿的妇女吸毒成瘾的，不适用强制隔离戒毒。不满十六周岁的未成年人吸毒成瘾的，可以不适用强制隔离戒毒。

对依照前款规定不适用强制隔离戒毒的吸毒成瘾人员，依照本法规定进行社区戒毒，由负责社区戒毒工作的城市街道办事处、乡镇人民政府加强帮助、教育和监督，督促落实社区戒毒措施。
《中华人民共和国禁毒法》的规定说明，所有吸毒成瘾人员必须进行自愿戒毒或接受强制隔离戒毒，无一例外。
根据《中华人民共和国禁毒法》第四十一条的规定，公安机关负责送被决定予以强制隔离戒毒的人员到强制隔离戒毒场所执行。

## 强制隔离戒毒的执行

### 强制隔离戒毒场所
根据《中华人民共和国禁毒法》第四十一条，“强制隔离戒毒场所的设置、管理体制和经费保障，由国务院规定。”
第四十四条规定，“强制隔离戒毒场所应当根据戒毒人员的性别、年龄、患病等情况，对戒毒人员实行分别管理。”“强制隔离戒毒场所管理人员不得体罚、虐待或者侮辱戒毒人员。”
强制隔离戒毒所即为普遍设立的强制隔离戒毒场所的名称。目前各地强制隔离戒毒所分属于公安机关和司法行政机关，其职责和分工在各地均不相同，且尚无具体的全国性法律法规对此加以明确规定。司法行政机关希望接收并统一管理所有强制隔离戒毒所。强制隔离戒毒所名单详见中华人民共和国羁押场所列表。

### 入所
第四十二条规定，“戒毒人员进入强制隔离戒毒场所戒毒时，应当接受对其身体和所携带物品的检查。”

### 治疗和康复训练以及职业技能培训
第四十三条规定，强制隔离戒毒场所应当进行“有针对性的生理、心理治疗和身体康复训练”，并“可以组织戒毒人员参加必要的生产劳动，对戒毒人员进行职业技能培训。”“组织戒毒人员参加生产劳动的，应当支付劳动报酬。”
第四十五条规定，强制隔离戒毒场所应当配备执业医师。卫生行政部门应当加强对这些执业医师的业务指导和监督管理。

### 探访探视与物品检查
第四十六条 戒毒人员的亲属和所在单位或者就读学校的工作人员，可以按照有关规定探访戒毒人员。戒毒人员经强制隔离戒毒场所批准，可以外出探视配偶、直系亲属。

强制隔离戒毒场所管理人员应当对强制隔离戒毒场所以外的人员交给戒毒人员的物品和邮件进行检查，防止夹带毒品。在检查邮件时，应当依法保护戒毒人员的通信自由和通信秘密。

## 强制隔离戒毒的期限和解除
第四十七条　强制隔离戒毒的期限为二年。
执行强制隔离戒毒一年后，经诊断评估，对于戒毒情况良好的戒毒人员，强制隔离戒毒场所可以提出提前解除强制隔离戒毒的意见，报强制隔离戒毒的决定机关批准。

强制隔离戒毒期满前，经诊断评估，对于需要延长戒毒期限的戒毒人员，由强制隔离戒毒场所提出延长戒毒期限的意见，报强制隔离戒毒的决定机关批准。强制隔离戒毒的期限最长可以延长一年。
第四十八条　对于被解除强制隔离戒毒的人员，强制隔离戒毒的决定机关可以责令其接受不超过三年的社区康复。

社区康复参照本法关于社区戒毒的规定实施。

## 其他规定
第五十条　公安机关、司法行政部门对被依法拘留、逮捕、收监执行刑罚以及被依法采取强制性教育措施的吸毒人员，应当给予必要的戒毒治疗。
中华人民共和国公安部2009年4月1日在《公安部关于对强制隔离戒毒与劳动教养能否合并执行问题的批复》中明确指出，“强制隔离戒毒与劳动教养是两种不同性质的强制措施”，但“对被劳动教养人员投所执行的，应当在劳动教养场所一并执行强制隔离戒毒，由劳动教养场所给予必要的戒毒治疗。”这也符合上述《中华人民共和国禁毒法》第五十条的规定。因为强制隔离戒毒是一种行政强制措施。而劳动教养不是行政强制措施，而是行政处罚.
2011年9月19日公安部部长办公会议通过并发布施行《公安机关强制隔离戒毒所管理办法》.

## 争议
2013年3月，聯合國發佈了《關閉强制拘禁戒毒中心和康復中心的聯合聲明》，號召存在强制戒毒和康復中心的的國家關閉這些中心。